# Teš
Teš ali Tješ  je na Kamnu iz Palerma omenjen kot preddinastični faraon (kralj) Spodnjega Egipta. Ker zanj ni nobenega drugega dokaza, bi lahko bil mitološki kralj, ki se je ohranil v ljudskem izročilu,  ali je celo popolnoma izmišljen.